# Неполноусые
Неполноу́сые (лат. Atelocerata) — группа членистоногих, выделяемая обычно как надкласс. Включает многоножек и насекомых.

## Общие признаки

Схема строения головного конца эмбриона неполноусых. Oc — глазнае лопасти, Lbr — верхняя губа, Ant — антенны, Int — интеркалярный (вставочный) сегмент, Md — мандибулы, Mx1 — максиллы первые, Mx2 — максиллы вторые (у Collifera не развиты).

Таксон является общепризнанным, поскольку характеризуется ярко выраженными аутапоморфиями:
1. Утратой конечностей II сегмента тела, так называемых антенн вторых, имеющихся у всех прочих членистоногих (у хелицеровых и морских пауков преобразованы в педипальпы);
2. Наличием особого органа, называемого постантеннальным. Это расположенная на голове между усиками пара хеморецепторов. У всех открыточелюстных насекомых постантеннальный орган утрачен;
3. Отсутствием мускула-разгибателя у самого дистального членика ноги — коготка;
4. Редукцией телоподита мандибулы;
5. Одноветвистостью конечностей, в отличие от разветвленных конечностей ракообразных. Разные исследователи по-разному гомологизируют членики ноги неполноусых с члениками конечности ракообразных; при этом многие сходятся во мнении, что нечленистые придатки туловища — стилусы, имеющиеся у симфил и многих насекомых, являются рудиментом одной из ветвей исходной конечности, а именно экзоподита. В таком случае вся нога неполноусых гомологична эндоподиту ракообразных;
6. Наличием мальпигиевых сосудов — трубчатых слепозаканчивающихся выростов на границе средней и задней кишки, имеющих функцию выделительных органов. Сходные органы выделения обнаружены у паукообразных, но у них эти органы являются производными энтодермы (в отличие от мальпигиевых сосудов насекомых и многоножек, имеющих эктодермальное происхождение) и, следовательно, возникли независимо;
7. Наличием трахейной системы. Следует заметить, что во многих группах неполноусых трахейная система, по-видимому, была вначале утрачена, а затем возникла вновь независимо от прочих групп. Это делает установление первоначального типа трахейной системы Atelocerata весьма проблематичным;
8. Первично-наземным образом жизни, в отличие от первично-морских ракообразных. Некоторые исследователи полагают, что первые двупарноногие многоножки были морскими животными. Если это так, то разные группы неполноусых вышли на сушу независимо друг от друга.

## Классификация
Существует две основных классификации неполноусых. Согласно первой, группа многоножек является голофилетической и возникла от общего с насекомыми предка. Согласно этой гипотезе, надкласс Atelocerata делится на два равноправных класса — многоножки и насекомые.
Согласно другой же теории (часто называемой теорией симфильного происхождения насекомых), многоножки являются парафилетической группой, предковой для насекомых, и поэтому не признаются как единый класс. По этой классификации, неполноусые также делятся на две группы — Monomalata, объединяющей губоногих многоножек и Collifera, и Dimalata, объединяющей симфил и насекомых.
Ни та, ни другая теория в настоящий момент не является общепринятой, поскольку таксоны «Многоножки», «Monomalata» и «Dimalata» каждый по отдельности имеют сильные и хорошо выраженные аутапоморфии.